# Proceedings of the IEEE

A Proceedings of the IEEE é uma revista científica revisada por pares, publicada pelo Institute of Electrical and Electronics Engineers (IEEE). A revista foca nas áreas de engenharia elétrica e ciência da computação.
No ISI Journal Citation Reports, a Proceedings of the IEEE tem um dos mais altos fatores de impacto no campo da engenharia elétrica.

## História
A história da revista remonta a 1913, quando o Institute of Radio Engineers (IRE) (Instituto de Engenheiros de Rádio) lançou a sua publicação oficial, a Proceedings of the IRE. Alfred Norton Goldsmith foi o Editor da Proceedings of the IRE pelos primeiros 42 anos.
Quando a IEEE foi formada em 1963 como uma fusão da IRE e do American Institute of Electrical Engineers (Instituto Americano de Engenheiros Elétricos), os Proceedings of the IRE mudaram seu nome para Proceedings of the IEEE.